# Zibane Ngozi
Zibane Ngozi, född 31 oktober 1992, är en friidrottare från Botswana. Han deltog vid olympiska sommarspelen 2020.